# Calathea granvillei
Calathea granvillei är en strimbladsväxtart som beskrevs av Bengt Lennart Andersson och H.A.Kenn. Calathea granvillei ingår i släktet Calathea och familjen strimbladsväxter. Inga underarter finns listade.